# Templo del loto
La Casa de Adoración Bahá'í en Delhi, India, popularmente conocida como Templo del Loto, por su forma de flor. El edificio fue completado en 1986 y sirve de templo madre en el subcontinente Indio. Ha ganado numerosos premios arquitectónicos y ha sido tema de cientos de artículos de periódicos y revistas.
El 15 de abril de 2014, la «Casa de adoración Bahá'í en Nueva Delhi» fue inscrita en la Lista Indicativa de la India —paso previo a ser declarado Patrimonio de la Humanidad—, en la categoría de bien cultural (n.º ref 5921).

## Adoración
Las leyes bahaís también estipulan que solo las sagradas escrituras de la fe bahaí y las de cualquier otra religión pueden ser leídas o cantadas allí dentro, y en cualquier idioma. No obstante, no se permite tocar ningún instrumento estando adentro ni tampoco pueden realizarse sermones o cualquier otra ceremonia o práctica ritualista.

## Estructura

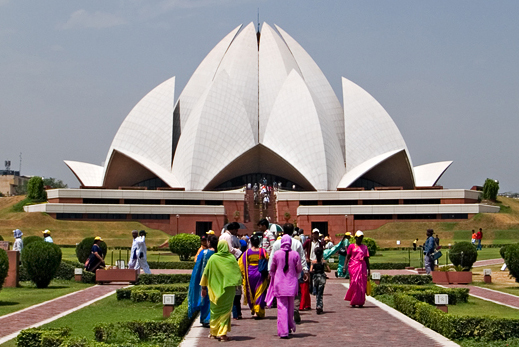
Casa de Adoración Bahá'í

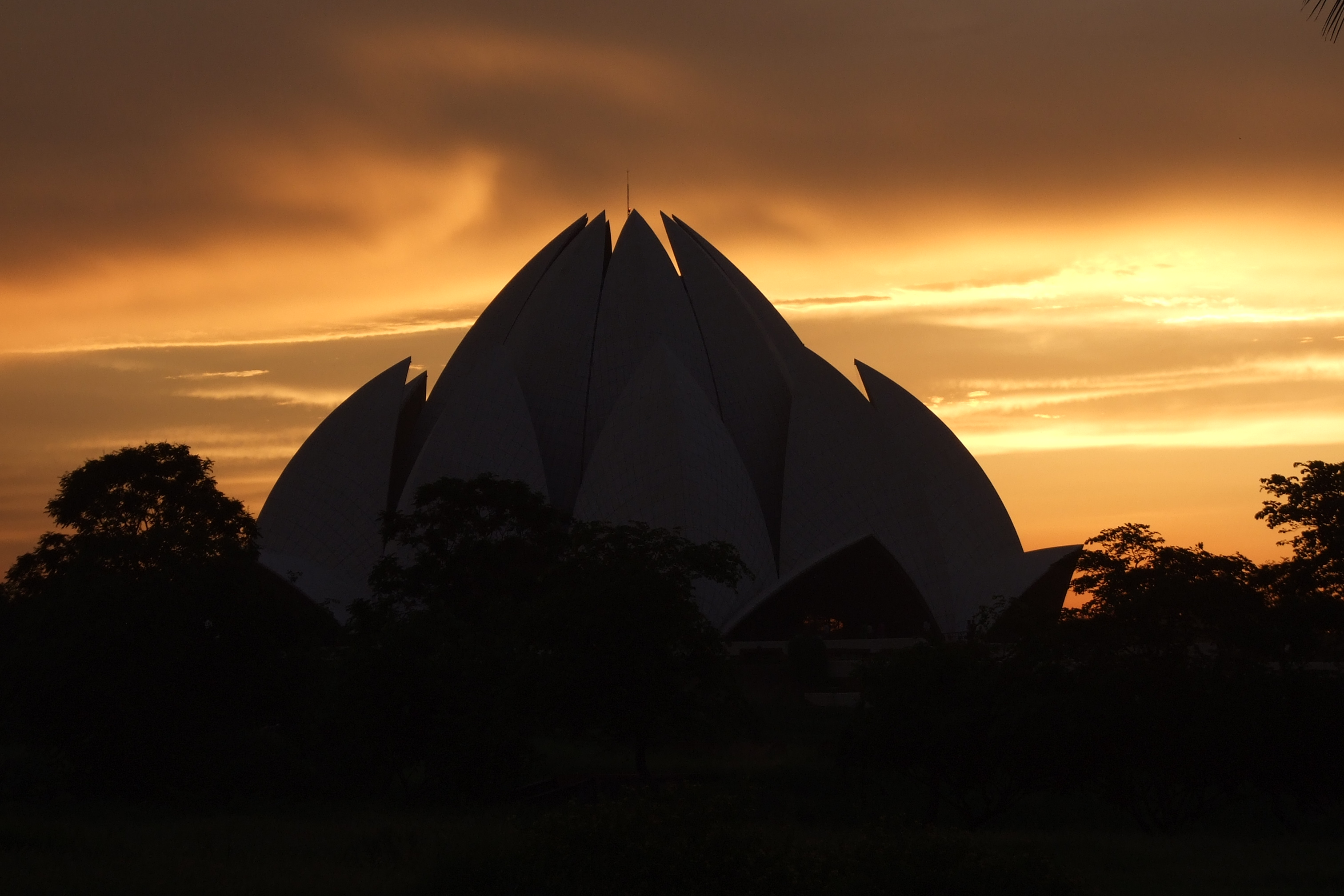
Templo del Loto en la puesta del sol

Todas las casas de adoración bahá'ís, incluyendo el Templo del Loto, comparten ciertos elementos arquitectónicos, algunos de ellos prescritos por las escrituras Bahá'ís. `Abdu'l-Bahá, hijo del Fundador de la fe bahaí, Bahá'u'lláh, estipuló que una característica esencial sería que tuviera una forma circular de nueve lados.
Inspirado por la flor de loto, su diseño se compone de 27 pétalos revestidos de mármol arreglados en grupos de tres para formar nueve lados. Si bien todas las casas de adoración bahá'ís que existen actualmente poseen un domo, este no se considera parte esencial de su arquitectura. Las escrituras bahaís también establecen que no debe haber imágenes, fotos o estatuas dentro de la Casa de Adoración, y que ningún púlpito o altar sea usado (aunque los lectores pueden pararse tras un púlpito portátil).
Las nueve puertas del Templo de Loto abren hacia un salón central con capacidad para 2,500 personas. El salón central tiene poco más de 40 metros de alto, y su superficie está hecha de mármol blanco. El mármol blanco proviene de la Montaña Pentélico en Grecia, el mismo con el que se construían muchos de los monumentos antiguos y también muchos otros templos bahaís. La Casa de Adoración, junto con los nueve estanques y jardines en su alrededor, toman 26 acres (105,000 m²; 10.5 Ha).
El lugar está en la villa de Bahapur, en la Capital Nacional del Territorio de Delhi. El arquitecto fue el iraní Fariborz Sahba. En 1976 se le pidió diseñarla. Más tarde supervisó la construcción. En el proceso, también construyó un invernadero para estudiar qué plantas serían las más apropiadas para el lugar. La mayor parte de los fondos necesarios para comprar el terreno fueron donados por Ardishír Rustampúr de Hyderabad, quien ofreció sus ahorros de toda la vida para este propósito en 1953.

## Turismo
Desde su inauguración al público en diciembre de 1986 hasta el 2002, ha atraído a más de 50 millones de visitantes. Actualmente supera en cantidad de visitas al afamado Taj Mahal, ubicándose en el lugar 50 entre los destinos turísticos más visitados del mundo.